# رايس شيبارد
رايس شيبارد هو فلاح كندي، ولد في 2 أبريل 1861، وتوفي في 26 أغسطس 1947.